# Didogobius kochi
Didogobius kochi es una especie de peces de la familia de los Gobiidae en el orden de los Perciformes.

## Morfología
Los machos pueden llegar a alcanzar los 5,8 cm de longitud total.

## Hábitat
Es un pez de Clima subtropical y demersal que vive entre 60-30 m de profundidad. 

## Distribución geográfica
Se encuentra en el Atlántico oriental: las Islas Canarias. 

## Observaciones
Es inofensivo para los humanos. 